# 1939 год в телевидении
Список «1939 год в телевидении» описывает события в телевидении, произошедшие в 1939 году.